# Tofsskrika
Tofsskrika (Platylophus galericulatus) är en säregen sydostasiatisk tätting vars systematik är omtvistad.

## Utseende och läte
Tofsskrikan är en 31-33 cm lång omisskännlig fågel. Den har kort stjärt, övervägande svart fjäderdräkt med en stor vit halsfläck och en mycket speciell lång och framåtriktad smal tofs. Ungfågeln liknar den adulta men är svagt streckad. Sången är märklig, en plötslig gäll vissling följt av en flöjtande fras: "psssssiu HI-WU". Det vanligaste lätet är ett metalliskt skaller.

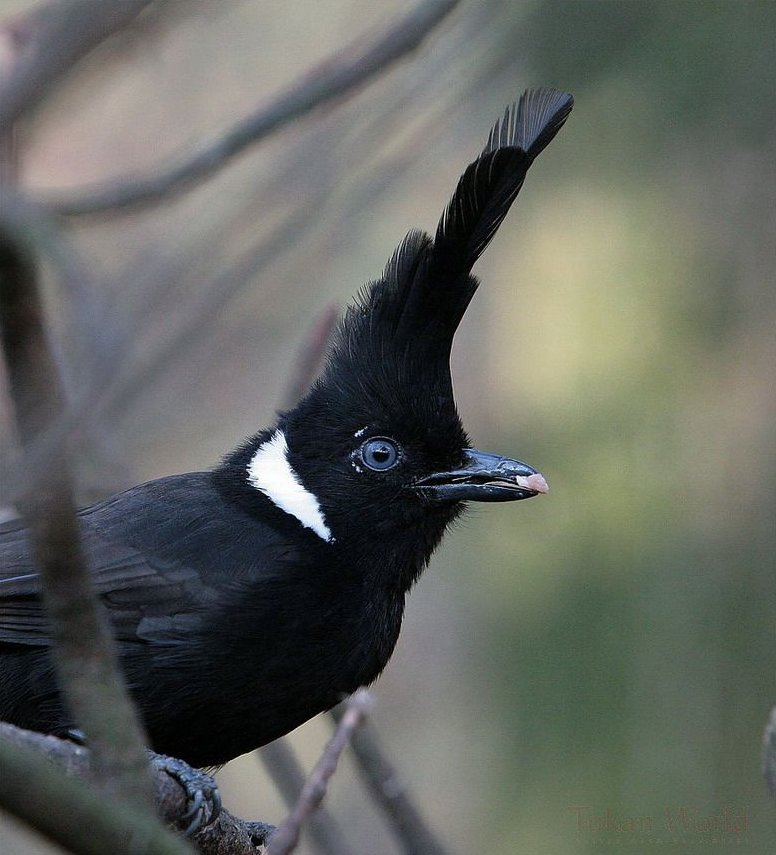

## Utbredning och systematik
Tofsskrika placeras som enda art i släktet Platylophus. Den delas in i tre underarter med följande utbredning:
- Platylophus galericulatus ardesiacus – förekommer i södra Myanmar, på Thailändska halvön och Malackahalvön
- Platylophus galericulatus coronatus – förekommer på Borneo och Sumatra
- Platylophus galericulatus galericulatus – förekommer på Java

Vissa urskiljer även underarten lemprieri med utbredning på norra Borneo.

### Familjetillhörighet
Tofsskrikan har traditionellt placerats bland kråkfåglarna (Corvidae). DNA-studier visar dock att den snarare står närmare törnskatorna (Laniidae). Avståndet har dock bedömts vara så pass avlägset att den allt oftare lyfts ut till den egna familjen Platylophidae.

## Levnadssätt
Tofsskrikan förekommer i låglänt städsegrön skog upp till 1.220 meters höjd. Den ses ofta i små grupper i skogens nedre delar. På Java häckar fågeln mellan juni och juli samt mellan oktober och februari. Den bygger ett ordentligt skålformat bo som placeras på en trädgren två meter ovan mark. Däri lägger den ett till två vitaktiga till blekt blågröna rödbrunfläckade ägg.

## Status och hot
Arten är relativt fåtalig och begränsad till skogsmiljöer. Den anses hotad av habitatförlust. Internationella naturvårdsunionen IUCN kategoriserar arten som nära hotad, men noterar att populationsutvecklingen bör följas noga.